# Zgaga (priimek)
Zgaga je priimek več znanih Slovencev:
- Alenka Zgaga, Cveto Zgaga in Olga Zgaga, domoznanci in kulturni delavci v Baški grapi
- Blaž Zgaga, novinar in publicist
- Franc Zgaga (1939-2008), strojnik, univerzitetni učitelj (UM)
- Gregor Zgaga - "Dunajsko pismo" (1897)
- Matija Zgaga (*1983), teniški igralec
- Milan Zgaga, publicist o zadružništvu (1940)
- Pavel Zgaga (*1951), filozof, sociolog, pedagog, univ. profesor in politik
- Peter Zgaga, izseljenec v ZDA in avtor avtobiografije (obj. 1930)
- Sabina Zgaga Markelj, doktorica kazenskega prava, svetovalka Ustavnega sodišča, doc. PF UL
- Srečko Zgaga, prof. zgodovine in geografije, ravnatelj Gimnazije Poljane

Tuji nosilec priimka - Mirko Zgaga (1890-1943), generalmajor? vojske NDH, poveljnik pukovnije in predsednik Vrhovnega sodišča Vojske NDH